# Jacques Grimonpon
Jacques Grimonpon (30 de juliol de 1925 - 23 de gener de 2013) fou un futbolista francès.

## Selecció de França
Va formar part de l'equip francès a la Copa del Món de 1954 però no hi disputà cap partit. Fou jugador dels clubs Lille OSC, Le Havre AC, Lyon OU/Olympique Lyonnais i FC Girondins de Bordeaux.